# Faleāsao
Faleāsao är en byhuvudort i Amerikanska Samoa (USA).   Den ligger i countyt Faleasao County och distriktet Manuadistriktet, i den centrala delen av landet, 130 km öster om huvudstaden Pago Pago. Faleāsao ligger 44 meter över havet och antalet invånare är 135. Den ligger på ön Ta‘ū Island.
Terrängen runt Faleāsao är huvudsakligen kuperad, men österut är den bergig. Havet är nära Faleāsao åt nordväst.  Trakten är glest befolkad. Närmaste större samhälle är Ta`ū, 1,3 km söder om Faleāsao. 
I omgivningarna runt Faleāsao växer i huvudsak städsegrön lövskog.